# Droga ekspresowa 65 (Izrael)
Droga ekspresowa 65 (hebr. כביש 65) – droga krajowa biegnąca z równiny przybrzeżnej Izraela przez Dolinę Jezreel do Górnej Galilei, na północy Izraela.

## Przebieg
Droga nr 65 biegnie równoleżnikowo z zachodu na północny wschód, od miasta Hadera do kibucu Kaddarim.

### Równina nadmorska
Swój początek bierze na równinie przybrzeżnej Izraela na węźle drogowym Cezarea z autostradą nr 2. Jadąc autostradą nr 2 na północ dojeżdża się do miasta Or Akiwa, lub na południe do miasta Hadera. Z węzła drogowego Cezarea lokalna droga odchodzi w kierunku zachodnim, umożliwiając dojechanie do elektrowni Orot Rabin i dalej na północ do wsi Cezarei. Natomiast droga ekspresowa nr 65 prowadzi stąd na wschód jako droga dwujezdniowa. Po jej południowej stronie płynie strumień Nachal Chadera. Po 1,5 km dojeżdża się do skrzyżowania Rzeka Chadera, na którym w kierunku południowym odchodzi droga ekspresowa nr 4 prowadząca do miasta Chadera. Przez około 100 metrów obie drogi biegną razem, po czym droga nr 4 odbija na północ w kierunku miasta Or Akiwa. Droga nr 65 prowadzi dalej na wschód, mijając położone po stronie południowej stawy hodowlane i rozciągające się na północy piaszczyste wydmy. Następnie droga delikatnie wykręca na południowy wschód, i przejeżdża mostem nad linią kolejową z Tel Awiwu do Hajfy. Tereny położone po obu stronach drogi są w tej okolicy zalesione. Jadąc dalej przez równinę Szaron droga przejeżdża przez niewielki mostek nad strumieniem Chadera i dociera do skrzyżowania Wschodnia Chadera. Można tu zjechać na lokalną drogą prowadzącą na południowy zachód do miasta Chadera. Następnie droga nr 65 wykręca na północny wschód, przejeżdża nad linią kolejową prowadzącą do tutejszych zakładów Granot (tuż obok jest Stacja kolejowa Chadera Wschodnia) i dociera do skrzyżowania Granot przy kibucu Gan Szemu’el. Po minięciu kibucu droga mija położone po obu stronach sady owocowe i po niecałym kilometrze dociera do skrzyżowania Alon. Droga nr 650 prowadzi stąd na północ do miejscowości Pardes Channa-Karkur, a lokalna droga umożliwia dojechanie do położonego na południowy wschód od drogi moszawu Talme Elazar. Trzy kilometry dalej jest skrzyżowanie Hanna z drogą nr 652 prowadzącą na północny zachód do centrum miejscowości Pardes Channa-Karkur. Przy skrzyżowaniu jest położona baza wojskowa Dotan. Droga nr 65 biegnie dalej wzdłuż granicy miejscowości Pardes Channa-Karkur i po kilometrze dociera do skrzyżowania Menasze. W kierunku północno-zachodnim odchodzi stąd droga nr 6502 do centrum Pardes Channa-Karkur, natomiast w kierunku południowo-wschodnim odchodzi droga nr 6403 do moszawu Gan ha-Szomeron. Po minięciu zabudowań tego moszawu droga wykręca łagodnie na wschód, mija położony na południu kibuc En Szemer i dociera do zjazdu do zespołu zabudowań administracyjnych Samorządu Regionu Menasze oraz regionalnych szkół. Następnie ponownie wykręca na północny wschód, mija położony na północy moszaw En Iron i dociera do skrzyżowania z drogą nr 574. Prowadzi ona na południe do kibucu Barkaj i ściśle tajnego więzienia wojskowego „Camp 1391”. Kilometr dalej znajduje się węzeł drogowy Iron z płatną autostradą nr 6. Po stronie drogi nr 65 w węźle tym znajdują się dwa skrzyżowania z sygnalizacją świetlną. Zaraz za węzłem przejeżdża się przez niewielki mostek nad strumieniem Iron i dojeżdża się do zjazdu do lokalnego kamieniołomu. Następnie droga wjeżdża do Wadi Ara.

### Wadi Ara
Przez kolejne kilometry droga nr 65 prowadzi przez Wadi Ara. Po jej północnej stronie płynie strumień Iron, za którym wznosi się płaskowyż Manassesa. Droga powoli wjeżdża tutaj na długości 8 km z wysokości 80 metrów n.p.m. na wysokość 260 m n.p.m. Po trzech pierwszych kilometrach dojeżdża się do skrzyżowania Kara, gdzie zjeżdża się do położonej na północy miejscowości Kafr Kara. Pół kilometra dalej jest skrzyżowanie Kacir, z którego w kierunku południowo-wschodnim odchodzi droga nr 6513 do miejscowości Arara i Kacir-Charisz. Następnie wjeżdża się w miejski obszar miejscowości Arara i przejeżdża się przez dwa duże skrzyżowania. Z drugiego z nich odchodzi w kierunku południowo-wschodnim droga nr 6524, prowadząca do wsi Al-Arjan. Przy wyjeździe z Arary mija się położony na południe od drogi aquapark oraz będący przy drodze posterunek policji. Na przestrzeni kilku kolejnych kilometrów są zjazdy do niewielkich skupisk arabskich domów, takich jak Mansura i al-Bir. Następnie jest skrzyżowanie z drogą nr 6535 prowadzącą do moszawu Me Ammi, i dojeżdża się do gęsto zabudowanego obszaru kolejno mijanych miast Umm al-Fahm i Ma’ale Iron. Następnie droga zjeżdża do po ziomu 100 m n.p.m. do Doliny Jezreel.

### Dolina Jezreel
Przy wjeździe do Doliny Jezreel droga nr 65 mija położone po stronie południowej więzienie Megiddo i dociera do skrzyżowania Megiddo z drogą nr 66. Jadąc nią na północny zachód dojeżdża się do kibucu Megiddo, lub na południowy wschód do kibucu Giwat Oz. Natomiast droga nr 65 wjeżdża w głąb Doliny Jezreel i po 2 km dociera do położonego po stronie północnej portu lotniczego Megiddo. Zaraz dalej jest skrzyżowanie z drogą nr 675 prowadzącą na południowy wschód do wsi Nir Jafe. Następnie mijana jest baza wojskowa Amos i droga dociera do pierwszego skrzyżowania miasta Afula. Nie wjeżdża się jednak do centrum miasta, ponieważ droga nr 65 pełni funkcję zachodniej obwodnicy Afuli (do centrum można dotrzeć ulicą ha-Banim). Po stronie północnej droga dociera do skrzyżowania drogą ekspresową nr 60, która prowadzi na północ do miasta Nazaret. W tym miejscu droga nr 65 skręca na południe i razem z drogą nr 60 wraca do Afuli, aby po około 200 metrów skręcić na wschód na kolejny fragment obwodnicy, którą dojeżdża się do ulicy Icchaka Rabina. Następnie droga kieruje się w kierunku północno-wschodnim, mija Park Afula i szpital Centrum Medyczne Doliny. Droga w tym rejonie jedzie przez podnóże masywu góry Giwat ha-More i dociera do dzielnicy Afula Illit. Na skrzyżowaniu z ulicą Eleazara Dado można skręcić na północ i dojechać do stadionu Afula Illit. Od Afula Illit droga jest dalej już jednojezdniowa. Po wyjechaniu z miasta dociera się do skrzyżowania z lokalną drogą prowadzącą na południowy wschód do arabskiej wioski Na’in. Kilometr dalej jest skrzyżowanie z lokalną drogą prowadzącą do położonych na północy kibucu Dawerat i wioski Achuzzat Barak. Tuż zaraz dalej jest zjazd do położonej na południu strefy przemysłowej Alon Tavor. Po minięciu tego zurbanizowanego obszaru jest skrzyżowanie z drogą nr 716, prowadzącą na południe do wsi Tamra i bazy wojskowej Na’ura. Droga nr 65 dojeżdża tutaj do wschodniej krawędzi Doliny Jezreel i u podnóża Góry Tabor dociera do skrzyżowania z drogą nr 7266, która prowadzi na północ do miasteczka Dabburijja.

### Wyżyna Sirin
Po minięciu niewielkiego mostka nad strumieniem Nachal Tawor droga nr 65 wspina się na płaskowyż wyżyny Sirin. U południowo-wschodniego podnóża Góry Tabor znajdują się trzy skrzyżowania umożliwiające zjechanie do położonej na północy miejscowości Szibli-Umm al-Ganam. Kilkaset metrów dalej jest skrzyżowanie Gazit, z którego w kierunku południowym odchodzi droga nr 7276 prowadząca do kibucu En Dor i moszawu Kefar Kisch. Pół kilometra dalej droga nr 65 dociera do miejscowości Kefar Tawor, w której wykręca na północ. W miejscowości tej znajduje się skrzyżowanie z odchodzącą w kierunku północno-wschodnim drogą nr 767 (prowadzi do moszawu Szadmot Dewora i miasteczka Kefar Kama). Następnie droga zjeżdża do niewielkiej doliny strumienia Kaszet, gdzie jest skrzyżowanie z lokalną drogą prowadzącą do położonej na zachodzie młodzieżowej wioski edukacyjnej Kadoorie. Półtora kilometra dalej jest zjazd do położonego na zachodzie kibucu Bet Keszet, a następnie zjazd na lokalną drogę prowadzącą na północny wschód do moszawu Sede Ilan. Po przejechaniu kolejnych 4 km dojeżdża się do skrzyżowania, na którym zjeżdża się na zachód do moszawu Ilanijja lub na wschód do moszawu Sede Ilan. Zaraz za nimi są baza wojskowa Naftali oraz baza wojskowa Chawat Ha-Szomer. Po ich minięciu droga zjeżdża na wysokość około 200 m n.p.m. do Doliny Turan.

### Dolina Turan
Na zjeździe do Doliny Turan droga nr 65 mija położony na wschodzie las Lavi. Na dnie doliny znajduje się skrzyżowanie Golani z drogą ekspresową nr 77. Jadąc nią na zachód dojeżdża się do miejscowości Turan, lub na wschód do wsi Giwat Awni, kibucu Lawi i wioski młodzieżowej Hodajot. Przy skrzyżowaniu Golani jest położone Muzeum Brygady Golani. Natomiast droga nr 65 wspina się na zachodnie zbocza masywu góry Har Turan, osiągając tutaj wysokość 320 m n.p.m. Jest tutaj baza wojskowa Netafim, a kawałek dalej zjazd do położonej na zachodzie wioski Micpe Netofa. Następnie droga nr 65 zjeżdża stromym zjazdem do Doliny Bejt Netofa.

### Dolina Bejt Netofa
Zjazd do Doliny Bejt Netofa prowadzi bardzo stromym zboczem. Po stronie doliny znajdują się zalesione stoki, natomiast powyżej jest stroma ściana wąwozu. Mniej więcej w połowie zjazdu znajduje się skrzyżowanie z drogą nr 785, która prowadzi na zachód do miejscowości Bu’ejne Nudżejdat. Przy zjeździe na dno doliny znajduje się skrzyżowanie z drogą prowadzącą na wschód do bazy wojskowej Ajlabun. Droga nr 65 prowadzi tutaj samym wschodnim skrajem Doliny Bejt Netofa. Po drugiej północnej stronie doliny znajduje się skrzyżowanie z drogą nr 806, która prowadzi na północny zachód do miejscowości Ajlabun. Następnie droga nr 65 wykręca na północny wschód i prowadząc wzdłuż zbocz wzgórz dociera po 3 km do zjazdu do położonej na północ od drogi wioski Massad. Kawałek dalej jest zjazd do położonego na wschodzie kibucu Rawid.

### Dolina Chananja
Następnie droga nr 65 zjeżdża na wschodni skraj Doliny Chananja, jadąc na krawędzi depresji Rowu Jordanu na zachód od jeziora Tyberiadzkiego. Na dnie doliny znajduje się skrzyżowanie z drogą nr 807, która prowadzi w kierunku południowo-wschodnim do miejscowości Migdal i skrzyżowania z drogą nr 90. Natomiast droga nr 65 przez kolejne 400 metrów jedzie dalej na północ z drogą nr 807, która następnie odbija na północny zachód do wsi Kallanit i zakładu karnego Hermon. Kilometr dalej jest zjazd na lokalną drogę prowadzącą na wschód do wsi Liwnim i kibucu Chukok. Druga nr 65 kończy się przy kibucu Kaddarim na skrzyżowaniu z drogą nr 85. Jadąc nią na zachód dojeżdża się do wsi Kefar Chananja, lub na wschód do wsi Korazim i drogi nr 90.